# Caravelle (dériveur)
Pour les articles homonymes, voir Caravelle.
La Caravelle  est un nom commercial donné à une classe de dériveur-école.

## Historique et description
Son plan a été dessiné en 1953 pour le centre nautique des Glénans par l'architecte naval Jean-Jacques Herbulot, également régatier olympique, architecte « terrestre » et créateur du Vaurien, du Corsaire, du Mousquetaire et de nombreux bateaux populaires des années 1950 à 1970.
À l'origine, il s'agissait d'une simple prame (embarcation de servitude), menée à l'aviron ou à la godille.
La coque en quatre panneaux de contreplaqué à bouchain vif (angle de coque marqué) avec une marotte (étrave coupée, comme l'Optimist), était réalisée par le chantier Le Goanvic puis par les chantiers André Stéphan à Concarneau. 
Dans des écoles de voile moins « puristes » que les Glénans la Caravelle-prame était équipée d'un moteur hors bord (de 15 ch maximum) et servait d'embarcation de sécurité.
Devant les qualités marines évidentes de cette coque, Philippe Viannay, fondateur du centre des Glénans, en demanda une version à voile, qui fut d'abord équipée d'une dérive sabre (coulissante), puis d'une dérive pivotante (après 1965). Les voiles étaient taillées en coton puis en tergal par le maître voilier de Concarneau M. Le Rose.
Peu performante en matière de vitesse et de sensibilité au vent mais sûre, pardonnant bien les erreurs de manœuvre et pouvant accueillir indifféremment de deux à sept équipiers pour un poids et un encombrement minimes, cette embarcation a été extrêmement utilisée par les écoles de voile dans les années 1960 à 1990. Elle est équipée d'une grand-voile et d'un foc, et a été aussi réalisée en version « sport » avec surface de voile augmentée, barre d'écoute, hale-bas, trapèze et spi.
Dessinée à l'origine pour une construction en contreplaqué à bouchain vif, la Caravelle fut adaptée pour la construction polyester, avec une coque arrondie produite par AMC au Croisic, puis Spair Marine et Jullien. Ces versions polyester présentent quelques différences notables : dérive métallique (productions AMC), mât implanté sur la quille au lieu du banc avant, gouvernail différent. Bien que nécessitant moins d'entretien quotidien, elles présentent certains défauts : moindre rapidité et poids supérieur à la version bois, problèmes de décollement et d'infiltrations d'eau entre moule et contremoule intérieur à cause de la mousse d'insubmersibilité à cellules ouvertes injectée dedans, surtout sur les productions AMC.
Il en existe aussi une version en alliage léger très utilisée comme bateau de service des ports de plaisance.
La Caravelle a peu à peu disparu des écoles de voile (transformée en prame), mais reste un bateau recherché par les amateurs.
L'AS Caravelle, basée dans la région de Morlaix, organise des concentrations, randonnées et régates réunissant parfois plus de 100 participants.
Construire une Caravelle soi-même est à la portée de tout bricoleur méticuleux et nécessite relativement peu de moyens.

## Version habitable
Il a existé aussi une version habitable pour la randonnée côtière, la Caravelle-Cigogne, dotée à l'avant d'une petite cabine coiffée d'un rouf surélevé en contreplaqué cintré et d'un lest en fonte rapporté sous la coque, avec une dérive escamotable en tôle, comme celle du Corsaire. Concurrente du Maraudeur, du même architecte, plus performante, plus habitable et guère plus coûteuse, cette version, souvent appelée Caragogne ou Caravelle-pêche, eut un succès bien plus limité que la Caravelle standard à cockpit entièrement ouvert.